# Geldrop-Mierlo
Geldrop-Mierlo est une commune de la province du Brabant-Septentrional, aux Pays-Bas. Elle est issue de la fusion des anciennes communes de Geldrop et de Mierlo le 1er janvier 2004.

## Particularité
Un lotissement de la municipalité est nommé suivant des noms de personnages de la Terre du Milieu,.